# Авари
Аварите (apar/abar; гр. αβαροι, ομβροι; руск. обри; кит. а-ба, а-бо; ар. ал-абар) са номадско евразийско племе, появило се в Европа в началото на VI век и създало своя държава първоначално на река Волга, а после в Панония.
В литературата се използва и името евразийски авари, за да се прави разлика с кавказки авари (аварци) – съвременна народност от Северен Кавказ.

## Произход
Произходът на аварите е неизяснен, като по въпроса има две основни версии.
Според първата, която е застъпена от А. Грусе, те произхождат от Средна Азия и се идентифицират с хионитите кидарити. Тази версия донякъде се потвърждава от известието в „Син Тан шу“ („Нова история на династията Тан“), където се споменава, че град Кундуз, намиращ се в Бактрия, преди се е наричал Ахуан (Град на аварите). Персийско-арабското му наименование е [War-waliz] (Град на аварите). Етнонимът „уар/вар“ се среща и в редица арменски, тюркски и китайски източници, а племето най-често се локализира в областта на град Кундуз. Около 460 – 467 г., Кингила, основател на Ефталитската империя премества кидаритите от околностите на Ахуан в Хорезм. В полза на средноазиатския им произход се изказва и Й. Ковачевич, който смята, че те водят потеклото си от племето апар (абар), което между 459 и 600 г. пребивава в степите на Западен Туркестан. Според гръцките източници Менандър и Теофилакт Симоката клонът на кидаритите, състоящ се от уари (вари, на гръцки: ουαρ) и хони (хуни, на гръцки: χοννι/χουννι) или вархони (на гръцки: ουαρχωννιται), попада под тюркския натиск от средата на VI в. и се придвижват на запад към Източноевропейските степи, предвождан от Кандик. За Теофилакт Симоката обаче това не са истински авари, а псевдоавари (на гръцки: οι ψευδαβαροι). Всички тези факти, според застъпниците на теорията, са доказателство, че аварите са тръгнали към Европа именно от Средна Азия.
Другата теория е, че те са жужани, спасили се от тюркския погром, но днес тя няма много поддръжници поради липсата на достатъчно доказателства в изворите. Доводите, които се привеждат най-често, са времето, през което се появяват в източноевропейските степи (557/558 г.), съвпадащо с окончателния разгром на жужаните от тюркския каган Мукан в 555 г. Другият довод е лесният начин, по който убедили живеещите на север от Кавказ барсили, оногури и савири (на гръцки: βαρσηλτ και ουνουγουροι και σαβιροι) да признаят властта им. Според застъпниците на тази теория, това не би могло да се случи, ако аварите са нямали харизматичен владетелски род още от Азия. Доколкото до средата на VI век е съществувал Жужанският каганат, със свой царски род, то знакът за равенство между авари и жужани при това положение е разбираем. Трябва обаче да се отбележи, че това не е особено убедително доказателство тъй като през Средновековието непрекъснато са се генерирали (фалшифицирали) генеалогии с цел връзка с определен харизматичен управляващ род.

## Исторически извори
Приск Ритор е първият историк, съобщаващ за племето авари, живеещо в Западен Сибир (средата на V век). Това подкрепя теорията за произхода от Балхаш, която се потвърждава и от китайските сведения за близките племена Хуа. Според записките на Приск, през 461 – 463 г. аваро-хуните прогонили сабирите от този район и сабирите се принудили да се преместят в района около Волга, тъй като „мъгла се извиси от небето, плашейки хората“ и това било последвано от многобройни „лешояди (или хищници), спускащи се върху хората“. През 550 г. църковният историк Захарий Ритор споменава за аварска общност на запад. В средата на VI век също така Менандър съобщава за аварите. По същото време Прокопий Кесарийски в своята „История на войните, книги I и II“ различава бели хуни и европейски хуни. В началото на VII век Симокат определя тези два вида хуни като истински авари и псевдоавари съответно. Според сведенията от Симокат и от други източници, аварите, които навлизат в Европа, са обединение на уйгурски народ, наречен унди(?) и монголски народ, наречен вари(?). Те се обединяват през 410–70 г. около Балк. Основание за това са антропологичните доказателства, както и етимологията на имена в аварския хаганат като Баян, което значи „благоденстващ“ на монголски, но „женски“ на повечето западноалтайски езици. Абасидският персийски географ и разказвач на истории от IX век Ибн Факих споменава аварите в своя труд, въпреки че държавата им тогава вече не съществува.

## Военни кампании
Аварите се появяват в северночерноморските степи около 555 година. Там те подчиняват някои местни племена, като оногури, и савири, които са включени в аварския племенен съюз. По-късно подчиняват и кутригурите. При достигането си до Балканите представляват разнородна група от около 20 хиляди конници.
Аварските племена се заселват в Панония (дн. Унгария), където през 562 г. покоряват местните славяни и германското племе херули. Завземат Трансилвания, а може би и Влашко. През 567 г. подчиняват и гепидите. Аварите обаче продължават на юг и нападат Византия, тъй като тя отказва да им предаде за заселване областта Малка Скития (Добруджа). Империята е атакувана ежегодно по цялата граница от Белград до устието на Дунав от 568 г., та чак до 582 г., по времето на хаган Баян. Аварите постепенно опустошават Мизия, Тракия и Македония и плътно се доближават до двата най-големи града на империята – Цариград и Солун.
Император Маврикий сключва договор в 584 г. с аварите на Баян, като се задължава да им плаща злато в размер на 80 000 номизми годишно. На следващата година данъкът е увеличен на 100 000 номизми, но аварите смятат, че ще вземат повече, ако продължат нападенията си. А през 593 г. решават да поограбят и Западна Европа. Започват нападенията им над Тюрингия и Бавария.
Първоначално аварите се заселили в Малка Скития (дн. Добруджа) и изпълнявали ролята на византийски федерати. Били използвани от Империята срещу враговете ѝ от Източна и Западна Европа (франки). Впоследствие аварско-византийските отношения охладнели и те, водени от своя каган Баян, се заселили в Панония, откъдето изгонили гепидите (567/568 г.). Оттогава започнали почти непрекъснати аварски походи срещу балканските провинции на Византия, своеобразен връх на които е обсадата на Константинопол през 626 г. от прабългари, авари и персийци. Походи били насочени и на запад срещу франки (в една битка през 566 г. дори бил пленен техният крал Сигиберт), лангобарди и бавари. От несполучливата обсада на Константинопол през 20-те години на VII в., Аварският каганат започнал да запада и впоследствие се разпаднал на две части. Удар върху аварите нанесъл Карл Велики, който от 791 г. започнал военни кампании срещу тях с цел окончателното премахване на аварската опасност По времето на хан Крум Аварският хаганат е превзет от Първата българска държава. Във византийския сборник „Свидас“ се описва унищожението на Аварския каганат: „...Същите българи унищожили аварите. Попита Крум аварските пленници: „От какво, мислите, че загина началникът (архонтът) ви и всичкият народ?“ И те отговорили: „От това, че се умножиха взаимните обвинения, загинаха по-храбрите и по-умните; после несправедливите и крадците станаха съучастници със съдиите; после от пиянството, защото, като се умножи виното, всички станаха пияници; после – от подкупничеството; после – от търговията, защото всички като станаха търговци, взаимно се мамеха. И наистина погибел произлезе от това.“